# Myctophum

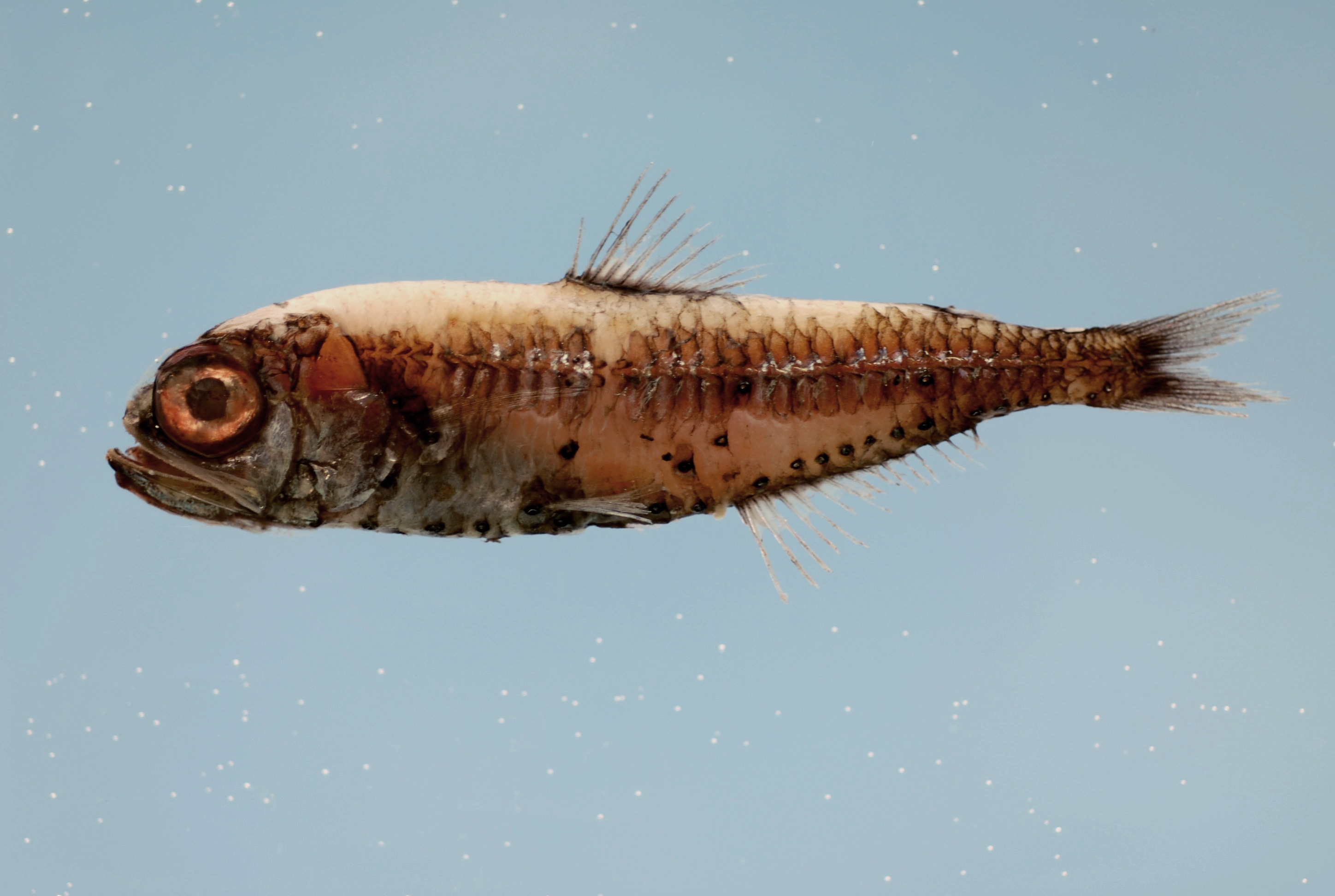
Mictófido chato (M. obtusirostre)

El género Myctophum son peces marinos de la familia mictófidos, distribuidos por gran parte de los mares y océanos del mundo.
Son especies oceánicas que se suelen encontrar de noche en aguas superficiales, donde llaman la atención con sus órganos bioluminiscentes, mientras que de día descienden a aguas profundas.

## Especies
Existen 16 especies válidas en este género:
- Myctophum affine (Lütken, 1892) - Pez linterna o Mictófido
- Myctophum asperum (Richardson, 1845)
- Myctophum aurolaternatum (Garman, 1899) - Linternilla o Sardina luminosa
- Myctophum brachygnathum (Bleeker, 1856)
- Myctophum fissunovi (Becker y Borodulina, 1971)
- Myctophum indicum (Day, 1877)
- Myctophum lunatum (Becker y Borodulina, 1978)
- Myctophum lychnobium (Bolin, 1946)
- Myctophum nitidulum (Garman, 1899) - Pez linterna, Linternilla o Sardina fosforescente
- Myctophum obtusirostre (Tåning, 1928) - Mictófido chato
- Myctophum orientale (Gilbert, 1913)
- Myctophum ovcharovi (Tsarin, 1993)
- Myctophum phengodes (Lütken, 1892)
- Myctophum punctatum (Rafinesque, 1810) - Pez linterna común
- Myctophum selenops (Tåning, 1928)
- Myctophum spinosum (Steindachner, 1867) - Pez linterna espinoso